# Râul Frumosu, Motru
Râul Frumosu este un curs de apă, afluent al râului Motru. 